# 애틀린호
애틀린호(Atlin Lake, 틀링깃어: Áa Tlein)는 캐나다의 주인 브리티시컬럼비아주에서 가장 큰 자연 호수이다. 호수의 너비는 6.44 킬로미터 (4.00 mi)이고 길이는 137 킬로미터 (85 mi)이다. 이 호수의 북쪽 끝은 유콘 준주에 있으며, 리틀 애틀린호도 마찬가지이다. 그러나 호수의 대부분은 브리티시컬럼비아주의 애틀린 지구 내에 있다. 애틀린호는 짧은 애틀린강을 통해 태기시호로 물이 빠져나가지만, 일반적으로 유콘강의 발원지로 간주된다. 애틀린호는 이 지역의 틀링깃 퍼스트 네이션 사람들이 명명했다.

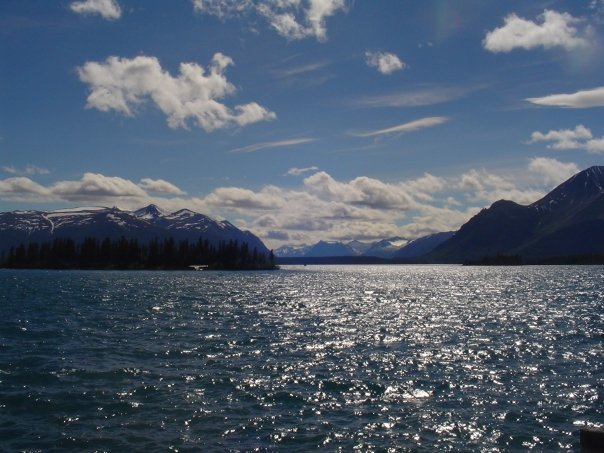
애틀린호의 모습

이 이름은 캐나다식 표기로 Â Tłèn인 Áa Tlein에서 유래했으며, 틀링깃족의 언어로 단순히 "큰 호수"를 의미한다.
애틀린 공동체는 이 호수의 동쪽 기슭에 위치해 있다. 호수의 남쪽 부분은 애틀린 주립 공원 및 레크리에이션 지역에 있다.

## 같이 보기
- 브리티시컬럼비아주의 호수 목록
- 애틀린산